# Аухадеев, Минсахмат Сахабуудинович
Минеахмат Сахабудинович Аухадеев (06.06.1923, Красноярский край — 13.02.1997, Красноярский край) — наводчик 82-миллиметрового миномета 967-го стрелкового полка 273-й стрелковой дивизии 3-й гвардейской армии 1-го Украинского фронта, младший сержант; командир расчета 82-миллиметрового миномета 967-го стрелкового полка 273-й стрелковой дивизии 6-й армии 1-го Украинского фронта, сержант.

## Биография
Родился 6 июня 1923 года в селе Знаменка Минусинского района Красноярского края . Татарин. Окончил 7 классов. Работал конюхом в стройорганизации «Минусинский дорстрой».
В Красной Армии с 1941 года. В боях Великой Отечественной войны с ноября 1941 года. Боевое крещение принял на Смоленском направлении. Участвовал в Сталинградской битве.
Наводчик 82-миллиметрового миномета 967-го стрелкового полка младший сержант Минеахмат Аухадеев 30 июля 1944 года при форсировании реки Западный Буг метко накрыл две огневые точки противника, чем обеспечил переправу стрелкового подразделения. В боях по расширению плацдарма подавил более семи огневых точек, неоднократно ходил в разведку. За мужество и отвагу, проявленные в боях, младший сержант Аухадеев Минеахмат Сахабудинович 16 августа 1944 года награждён орденом Славы 3-й степени.
В боях по расширению плацдарма на левом берегу Вислы юго-западнее города Ополе Минеахмат Аухадеев 1-14 сентября 1944 года, находясь в боевых порядках пехоты, поразил пять пулеметных точек противника и до пятнадцати солдат. За мужество и отвагу, проявленные в боях, младший сержант Аухадеев Минеахмат Сахабудинович 25 октября 1944 года награждён орденом Славы 2-й степени.
Командир расчета 82-миллиметрового миномета сержант Минеахмат Аухадеев в боях 22-23 февраля 1945 года по ликвидации окруженной группировки противника в городе Бреслау, город Вроцлав, уничтожил расчет противотанковой пушки, пулемет и одиннадцать солдат противника. При отражении контратаки рассеял до взвода пехоты и ликвидировал пулемет с расчетом.
Указом Президиума Верховного Совета СССР от 27 июня 1945 года за образцовое выполнение заданий командования в боях с немецко-вражескими захватчиками сержант Аухадеев Минеахмат Сахабудинович награждён орденом Славы 1-й степени, став полным кавалером ордена Славы.
В 1945 году старшина М. С. Аухадеев демобилизован из Вооруженных Сил СССР. Жил в городе Минусинск Красноярского края. Работал шофером в управлении связи. С 1956 года жил в городе Черногорск Красноярского края. Работал шофером машины пожарной охраны. Скончался 13 февраля 1997 года.
Награждён орденом Отечественной войны 1-й степени, орденами Славы 1-й, 2-й и 3-й степени, медалями.